# Cannet
Cannet foi uma antiga comuna francesa na região administrativa de Occitânia, no departamento de Gers. Estendia-se por uma área de 4,81 km². Em 2010 a comuna tinha 55 habitantes (densidade: 11,4 hab./km²).
Em 1 de janeiro de 2019, passou a formar parte da comuna de Riscle.